# Borgo di Terzo
Borgo di Terzo (lombardul: Bórgh de Tèrs) település Olaszországban, Lombardia régióban, Bergamo megyében. Lakosainak száma 1194 fő (2023. január 1.). Borgo di Terzo Albino, Luzzana, Berzo San Fermo, Entratico és Vigano San Martino községekkel határos.

## Népesség
A település népességének változása:
| Lakosok száma | 1145 | 1164 | 1194 |
|               | 2017 | 2018 | 2023 |